# ポジェガ (クロアチア)
ポジェガ（クロアチア語: Požega,ハンガリー語: Pozsega,ドイツ語: Poschegg,ラテン語: Posega）はクロアチア東部ポジェガ＝スラヴォニア郡の都市及び基礎自治体である。人口は2001年現在28,201人でポジェガ＝スラヴォニア郡の郡都である。幹線道路であるノヴァ・グラディシュカ- ポジェガ - ナシツェを結ぶM1.6号線やノヴァ・カペラ・バトリナ - ポジェガ - ヴェリカ、ヴェリカ -　ポジェガ - プレテルニツァ - ナシツェを結ぶ鉄道が経由する。

## 地勢
スラヴォンスキ・ブロドの北西側で、ポジェガ盆地の南西部に位置する。標高は152mで肥沃な土壌からローマ時代より黄金の谷を意味するヴァリス・アウレア（Vallis Aurea）と呼ばれていた。盆地はスラヴォニアの山や丘陵であるポジェシュカ・ゴラ（Požeška Gora）、プスニ（Psunj）、パプク（Papuk）、クルンディヤ（Krndija）、ディリ（Dilj）などに囲まれている。

## 歴史
ローマ時代、属州パンノニアに属していた。ゴート族やランゴバルド人などのドナウ川中流域からイタリアへの移動ルートでもあった。6世紀から7世紀にかけて南スラヴ人が定住し始めた。9世紀、マジャル人がパンノニア平原やスラヴォニアを領域とし始める。ポジェガはビザンティンやスラヴ人の小規模な支配地などとハンガリー王国の境界としてスラヴォニア支配初期の戦略的な場所であった。ハンガリー最古の史書であるアノニュウム著のゲスタ・ハンガロリュウム（Gesta Hungarorum）に最初にポジェガの言及が見られ、スラヴォニアの3つの要塞に関して書かれている。ポジェガでは六角形の要塞が現在の町の中心の丘に広がっていた。おそらく11世紀の間に建てられたものとされ、最初の文書ではポジェガは明らかに1210年からとされている。アンドラーシュ2世より都市特権を初めて得たのは1227年1月11日のことである。
14世紀、オスマン帝国の襲撃による不安定さから経済的に低落する。15世紀、それまであった濠の代わりに城壁が建てられたが1537年のオスマンの襲撃によって、守備の不十分さが証明された。その後150年間にわたりポジェガはオスマンの支配下に入りポジェガにはサンジャクが置かれた。1537年以後も経済的にかなりの低迷が続き、当時ポジェガには110の住居と15の商店があったとされる。しかしながら、1579年には160の職人がポジェガに居り安定が増し人口も増加した。1593年、シサクの戦いにおいてポジェガサンジャクの地方長官が亡くなりオスマンにとってはヨーロッパで初めて負けを喫し、その後低落をたどる。最終的に1688年3月12日にポジェガはオスマンより解放される。この日は現代のポジェガの新たな祝日となっている。
解放後ポジェガはハプスブルク君主国の支配下に入り、1745年にポジェガの権限はクロアチア人総督に戻され、その後繁栄の時期が訪れる。1699年にクロアチアでは5箇所のみの初中等学校が開校する。1727年にイエズス会によって劇場が建てられ、1740年には町で最初の薬局が開かれる。1760年にはポジェガにAcademia Poseganaが開かれクロアチアではザグレブと共に高等教育の中心であった。1765年にマリア・テレジアによって帝国自由都市としての地位が認められ、ポジェガ大聖堂の建設が援助された。1847年、ポジェガはクロアチアでは最初に公用語としてのクロアチア語が公式に使用されるようになり、「スラヴォニアのアテネ」と言う愛称もある。
1941年から1945年にかけてはクロアチア独立国の支配下にあった。当時の警察署長ミリヴォイ・アシュネルの下セルビア人やユダヤ人への戦争犯罪が犯された。また、戦時中ドイツ系クロアチア人も301人が死傷している。1991年のクロアチア紛争時には10km西のパクラツでは激しい戦闘があった。1993年に現在の郡であるポジェガ＝スラヴォニア郡が成立する。

## 経済
ポジェガの主要な産業は農業、畜産業、鋳造、工作機械や家電製造、食品加工、繊維業、木材加工、印刷業などである。また大規模な病院も立地する。

## みどころ
ポジェガには800年来の文化や歴史的な遺産があり、それらの伝統を基にした観光の振興も進められている。伝統的な文化行事やパフォーマンスもポジェガでは数多く行われている。3月12日には町の中央広場で1688年にオスマンに勝利した時を記念して砲撃などのショーが行われている。これには葡萄畑での砲撃の催しも含まれ、戦いでの勝利のシンボルにもなっている。映画や秋の音楽関連の催し、ドックショー、ワイン関連の催しも開かれている。また、スポーツも盛んで、10月には柔道のトーナメントが開かれる他、モトクロスのクロアチアチャンピオンシップ、バスケットボールのトーナメントなども行われている。

## ゆかりの人物
- プレドラグ・ストヤコヴィッチ - プロバスケットボール選手
- マテイ・ミトロヴィッチ - サッカー選手

## 姉妹都市
- ヨークネマ、イスラエル